# Udet U 12
Die Udet U 12 Flamingo war ein beliebtes deutsches Sport- und Schulflugzeug der 1920er und 1930er Jahre.

## Geschichte

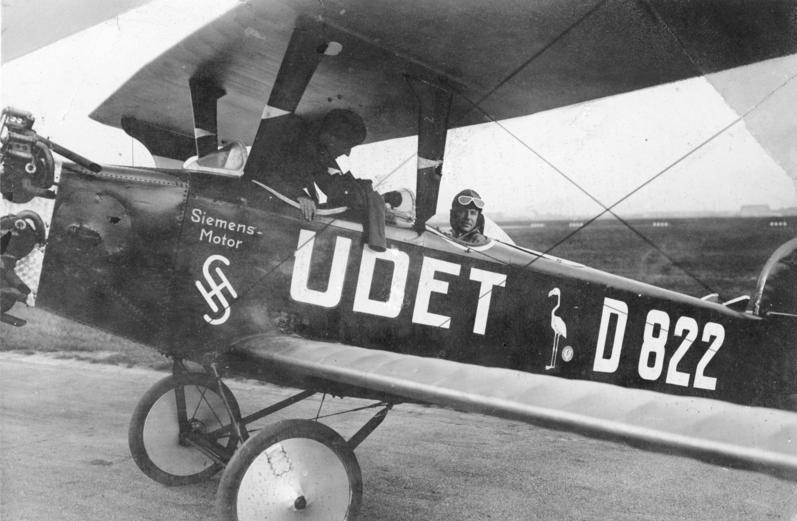
Ernst Udet in seiner U 12

Hans Henry Herrmann, Chefkonstrukteur und Teilhaber der Udet Flugzeugbau GmbH in München, entwarf die U 12 ab Ende 1924 als einstieligen verspannten Doppeldecker in Holzbauweise mit rechteckigem Rumpfquerschnitt. Als Antrieb diente meist ein Siebenzylinder-Sternmotor Siemens-Halske Sh 11 mit 96 PS. Später wurde noch ein stärkerer Siemens-Halske-Sh-14-Motor mit 160 PS eingebaut.
Der erfolgreiche Erstflug des mit einem Sh-5-Triebwerk ausgerüsteten Prototyps mit Ernst Udet im Cockpit fand einige Tage vor Ostern 1925 vom Flugplatz Schleißheim aus statt. Die Erprobung ergab keine Probleme; lediglich das Seitenruder musste wegen zu geringer Wirksamkeit vergrößert werden. Bereits am Ostersonntag, den 12. April, absolvierte Udet mit der U 12 in Regensburg eine Flugvorführung. Bald darauf begann die Serienfertigung in München-Ramersdorf. Dabei erfolgten bis zum Frühjahr 1926 noch eine weitere Vergrößerung des Seitenruders und zur Verbesserung der Trudeleigenschaften eine Verlagerung des Schwerpunkts nach vorn durch Verlängerung des Rumpfbugs samt Motoraufhängung von insgesamt 6,85 m auf 7,50 m. Im Jahre 1926 wurde die Firma Udet wegen finanzieller Schwierigkeiten von den Bayerischen Flugzeugwerken übernommen, die die Produktion des „Flamingo“ dann am Ende des Jahres in Augsburg wieder aufnahmen. Größter Halter in Deutschland waren die Filialen der Deutschen Verkehrsfliegerschule (DVS) in Schleißheim, Braunschweig und Warnemünde. Aber auch in anderen Flugschulen erfreute sich das Flugzeug großer Beliebtheit. Der bekannteste „Flamingo“ war die rote D 822 von Ernst Udet. Mit dieser flog er auf diversen Flugtagen in Deutschland und Österreich, aber auch in den USA.
Für militärische Zielflugaufgaben führte Ernst Udet der Schweizer Fliegertruppe im Frühjahr 1930 mit einer Flamingo die „Udet-Scheibe“, bestehend aus einem vom Flugzeug geschleppten Tuch, vor.
In Österreich kamen nur wenige in Deutschland gebaute „Flamingo“ zum Einsatz. Die meisten dort eingesetzten „Flamingo“ wurden in Österreich als U 12O und U 12S in Lizenz gebaut.
In Ungarn flogen sowohl in Deutschland gebaute U 12 als auch bei Manfréd Weiss in Lizenz gefertigte Flugzeuge. Maschinen wurden auch nach Lettland, Estland und Litauen sowie China, Italien und Schweden exportiert. Für die baltischen Staaten besaß die Firma A/S Christine Backman in Riga eine Lizenz zum Nachbau.
Insgesamt wurden etwa 240 U 12 produziert, davon ca. 30 bei Udet Flugzeugbau in Ramersdorf und 150 als BFW U 12 in den Bayerischen Flugzeugwerken in Augsburg. Der Rest entstand in Lizenz im Ausland.

## Versionen

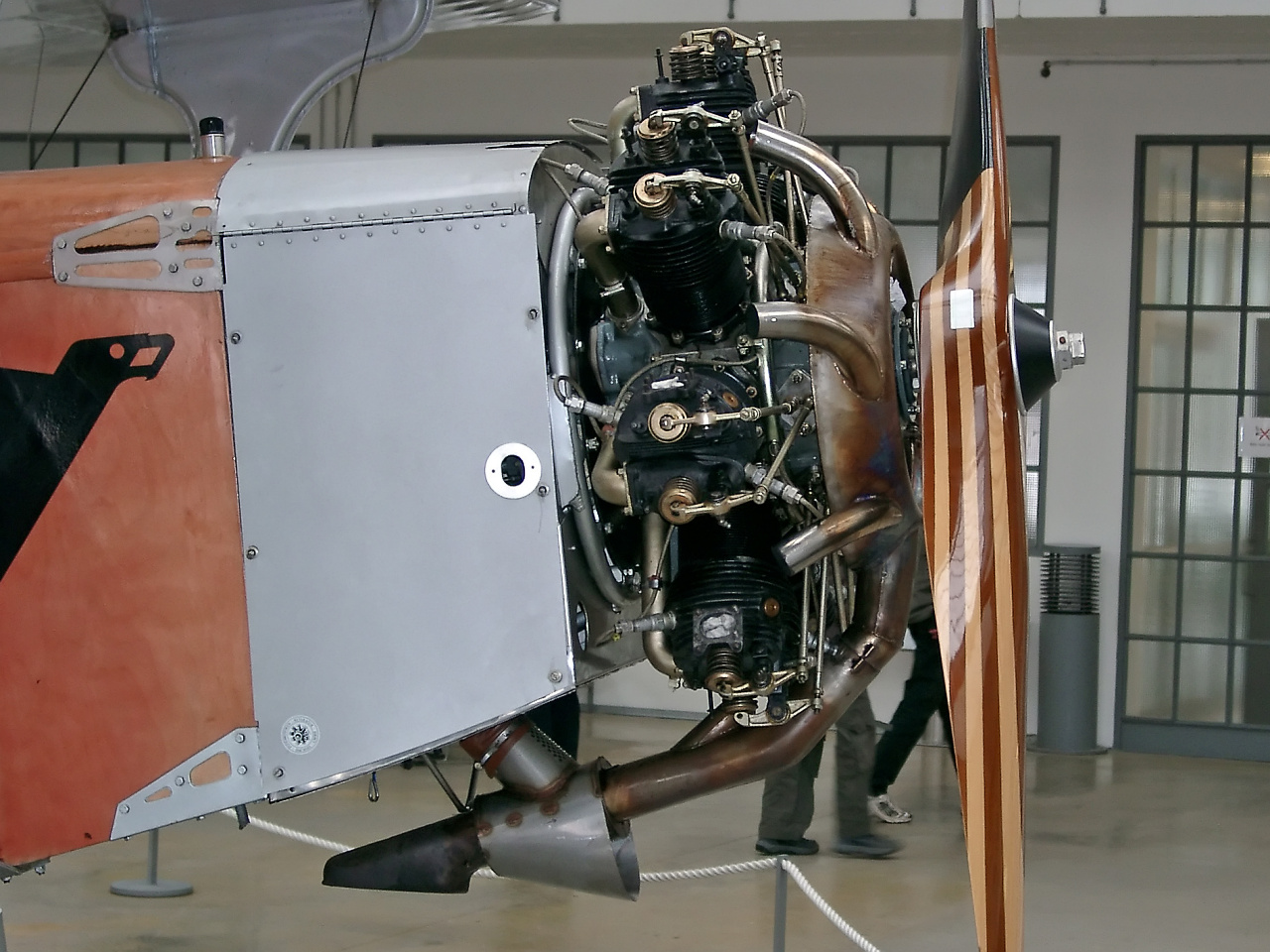
U 12 mit Siemens & Halske Sh 14

- U 12a – Anfänger-Schulflugzeug mit Siebenzylinder-Sternmotoren Siemens & Halske Sh 5 oder Sh 11.
- U 12b – Kunstflugtaugliche Ausführung mit stärkerem Siemens-Halske-Sh-12-Neunzylinder-Sternmotor.
- U 12c – Projekt mit kleineren Tragflächen und Siemens-Halske Sh 11.
- U 12d – Anfänger-Schulflugzeug mit Siemens-Halske Sh 12.
- U 12e – Projekt einer Rennflugzeug-Version mit Siemens-Halske Sh 12.
- U 12w – Projekt einer Wasserflugzeug-Version mit Doppelschwimmern.
- U 12O – Österreichische Version.
- U 12S – Österreichische Version mit Stahlrohrrumpf.

## Militärische Nutzer
ÖsterreichBundesheer: 20 Stück von 1927 bis 1938
 Ungarn

## Erhaltene Flugzeuge

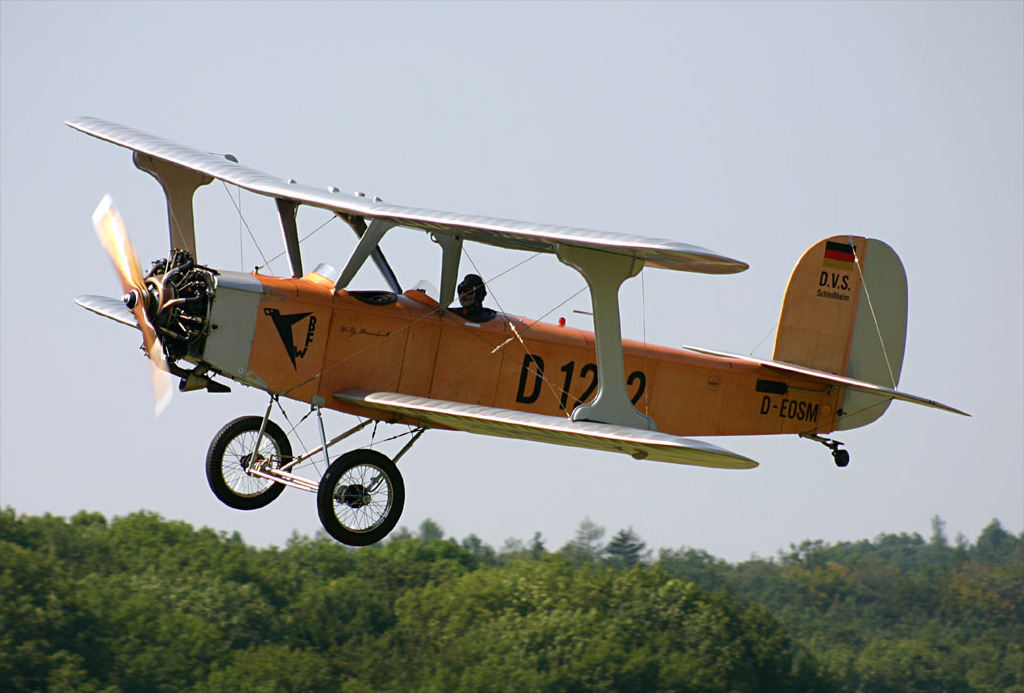
Udet-U-12-Nachbau D-EOSM

Am 17. Dezember 2004 startete ein Nachbau des Udet U 12 in Oberpfaffenhofen zum Erstflug. Die Maschine mit dem Kennzeichen D-EOSM ist seit einem Startunfall im August 2013 in Reparatur, so dass derzeit (Juli 2015) in der Flugwerft Schleißheim nur der Rumpf ausgestellt wird.
Ein weiterer Nachbau ist beim Verein „Rhönflug Oldtimer Segelflugclub Wasserkuppe“ entstanden und wird seit 1994 geflogen.

## Im Film
Quax, der Bruchpilot wurde 1941 mit einer Udet U 12 mit 2 Kameras an Bord gedreht, Hauptdarsteller Heinz Rühmann flog selbst.

## Technische Daten

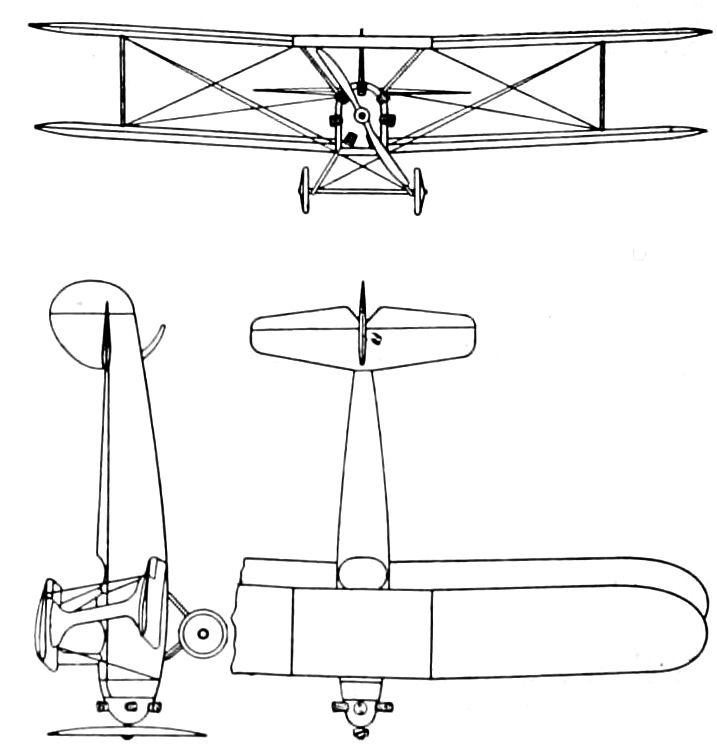
Dreiseitenriss

| Kenngröße             | U 12a                                                           | U 12b                                                            |
| --------------------- | --------------------------------------------------------------- | ---------------------------------------------------------------- |
| Konzeption            | Schulflugzeug                                                   | Sportflugzeug                                                    |
| Besatzung             | 1–2                                                             | 1–2                                                              |
| Spannweite            | 10,00 m                                                         | 10,00 m                                                          |
| Länge                 | 7,50 m                                                          | 7,40 m                                                           |
| Höhe                  | 2,80 m                                                          | 2,80 m                                                           |
| Flügelfläche          | 24,00 m²                                                        | 24,00 m²                                                         |
| Leermasse             | 525 kg                                                          | 550 kg                                                           |
| Zuladung              | 275 kg                                                          | 250 kg                                                           |
| Startmasse            | 800 kg                                                          | 800 kg                                                           |
| Flächenbelastung      | 33,3 kg/m²                                                      | 33,3 kg/m²                                                       |
| Leistungsbelastung    | 10,0 kg/PS                                                      | 7,3 kg/PS                                                        |
| Antrieb               | ein luftgekühlter 7-Zylinder-Sternmotor Sh 11 mit 70 kW (95 PS) | ein luftgekühlter 9-Zylinder-Sternmotor Sh 12 mit 92 kW (125 PS) |
| Höchstgeschwindigkeit | 140 km/h                                                        | 145 km/h                                                         |
| Reisegeschwindigkeit  | 115 km/h                                                        | 120 km/h                                                         |
| Landegeschwindigkeit  | 75 km/h                                                         | 75 km/h                                                          |
| Steigleistung         | 2,3 m/s                                                         | 2,8 m/s                                                          |
| Gipfelhöhe            | 3700 m                                                          | 3800 m                                                           |
| Reichweite            | 450 km                                                          | 450 km                                                           |